# پیر امیدیار
پیر مراد امیدیار (زاده پرویز مراد امیدیار، ۲۱ ژوئن ۱۹۶۷) میلیاردر ایرانی-آمریکایی است که در فرانسه متولد شده است. او کارآفرین در زمینه فناوری، مهندس نرم‌افزار، نیکوکار و بنیان‌گذار eBay است. وی از سال ۱۹۹۸ تا ۲۰۱۵ به عنوان رئیس ای‌بی خدمت کرد. امیدیار و همسرش پاملا در سال ۲۰۰۴ امیدیار نت‌ورک را تأسیس کردند. سال ۲۰۲۳، فوربس امیدیار را با ثروت خالص ۸٫۷ میلیارد دلار به عنوان ۲۴۵ ثروتمندترین فرد در جهان رتبه‌بندی کرد.
امیدیار حامی مالی حزب دموکرات است. از سال ۲۰۱۰، او در زمینه روزنامه‌نگاری دیجیتال به عنوان مدیر گزارش تحقیقی و سرویس اخبار روابط عمومی روزنامه آنلاین هونولولو سیویل بیت مشغول بوده است. در سال ۲۰۱۳، او اعلام کرد که فرست لوک مدیا را با حضور گلن گرینوالد، لورا پویترس و جرمی اسکیهیل ایجاد از لحاظ مالی حمایت خواهد کرد.
او ثروتمند ترین فرد ایرانی به شمار میرود

## دوران کودکی
در کودکی نام او پرویز بود که پس از مهاجرت به آمریکا به پیر تغییرش داد. علاقه‌اش به رایانه در دبیرستان سنت اندروی مریلند و در کلاس نهم شروع شد. اولین برنامه رایانه‌ای خود را در ۱۴ سالگی و در کتابخانهٔ همین مدرسه نوشت. در کلاس‌های مدرسه حاضر نمی‌شد و برای کار با رایانه به آزمایشگاه می‌رفت که به همین دلیل بارها به دلیل غیبت جریمه شد. مدیر مدرسه که علاقه پیر به رایانه و برنامه‌نویسی را دید به جای مقابله با آن تصمیم گرفت که در این مسیر هدایتش کند. او از پیر خواست برای کتابخانه مدرسه برنامه‌ای بنویسد که خودش کارت‌های راهنمای کتاب را چاپ کند در عوض بابت کارش ساعتی ۶ دلار هم دستمزد بگیرد. هرچند مبلغ زیادی نمی‌شد ولی همین انگیزه‌ای شد برای تلاش هدفمند در این زمینه. امیدیار پس از دیپلم، تحصیلات دانشگاهی را در تافتس ماساچوست گذراند و در رشته علوم کامپیوتر لیسانس گرفت.

## خانواده
مادرش الهه میرجلالی امیدیار، زبان‌شناس و از استادان دانشگاه سوربن فرانسه بود. پدرش هم سیروس امیدیار، جراح اورولوژی از دانشگاه جانز هاپکینز بود که به دلیل شرایط شغلی وی، آنها مجاب به مهاجرت از پاریس به ایالت مریلند در آمریکا شدند. همسر او پاملا ناشنوا است.

## افتخارات
- در سال ۱۹۹۹ پیر امیدیار به عنوان برنده جایزه ملی «کارآفرین سال» انتخاب شد.[۱۴]
- در سال ۲۰۰۷ نشریه فوربز فهرستی شامل ۲۵۰ تن از ثروتمندترین اشخاص آمریکایی منتشر که نام پیر امیدیار (رئیس اجرایی هیئت مدیره توییتر) در میان آن‌ها به عنوان رتبه ۳۲ به چشم می‌خورد.
- در سال ۲۰۱۱ میلادی جایزه دکترای افتخاری دانشگاه تافتس به امیدیار رسید.[۹][۱۱][۱۵]